# Кудереј, Висконсин
Кудереј, Висконсин (енгл. Couderay) град је у америчкој савезној држави Висконсин.

## Демографија
По попису из 2010. године број становника је 88, што је 8 (-8,3%) становника мање него 2000. године.
| Група             | 2000.      | 2010.      |
| Белци             | 76 (79,2%) | 65 (73,9%) |
| Афроамериканци    | 0 (0,0%)   | 0 (0,0%)   |
| Азијати           | 0 (0,0%)   | 0 (0,0%)   |
| Хиспаноамериканци | 1 (1,0%)   | 1 (1,1%)   |
| Укупно            | 96         | 88         |